# 谢波华
谢波华（？—），男，中华人民共和国外交官，曾任中华人民共和国驻瓦努阿图共和国特命全权大使。

## 生平
1977年，毕业于北京大学国际政治系，进入北京行政学院任助教。1983年，赴中央党校研究生院学习。1986年，回到北京行政学院担任讲师。1988年，任中共中央统战部民族宗教局副处长。1992年，调入外交部，先后在外交部国际司、常驻联合国代表团任职。2001年，任常驻联合国代表团参赞。2006年，任全国政协办公厅外事局副局长。2008年，任外交部国际司参赞。2009年，任外交部礼宾司副司长。2012年8月，出任中华人民共和国驻瓦努阿图大使。2016年2月，自驻瓦努阿图大使离任。

## 家庭
已婚，有一女。